# منظور قسري
المنظور القسري (بالإنجليزية: Force Perspective)‏

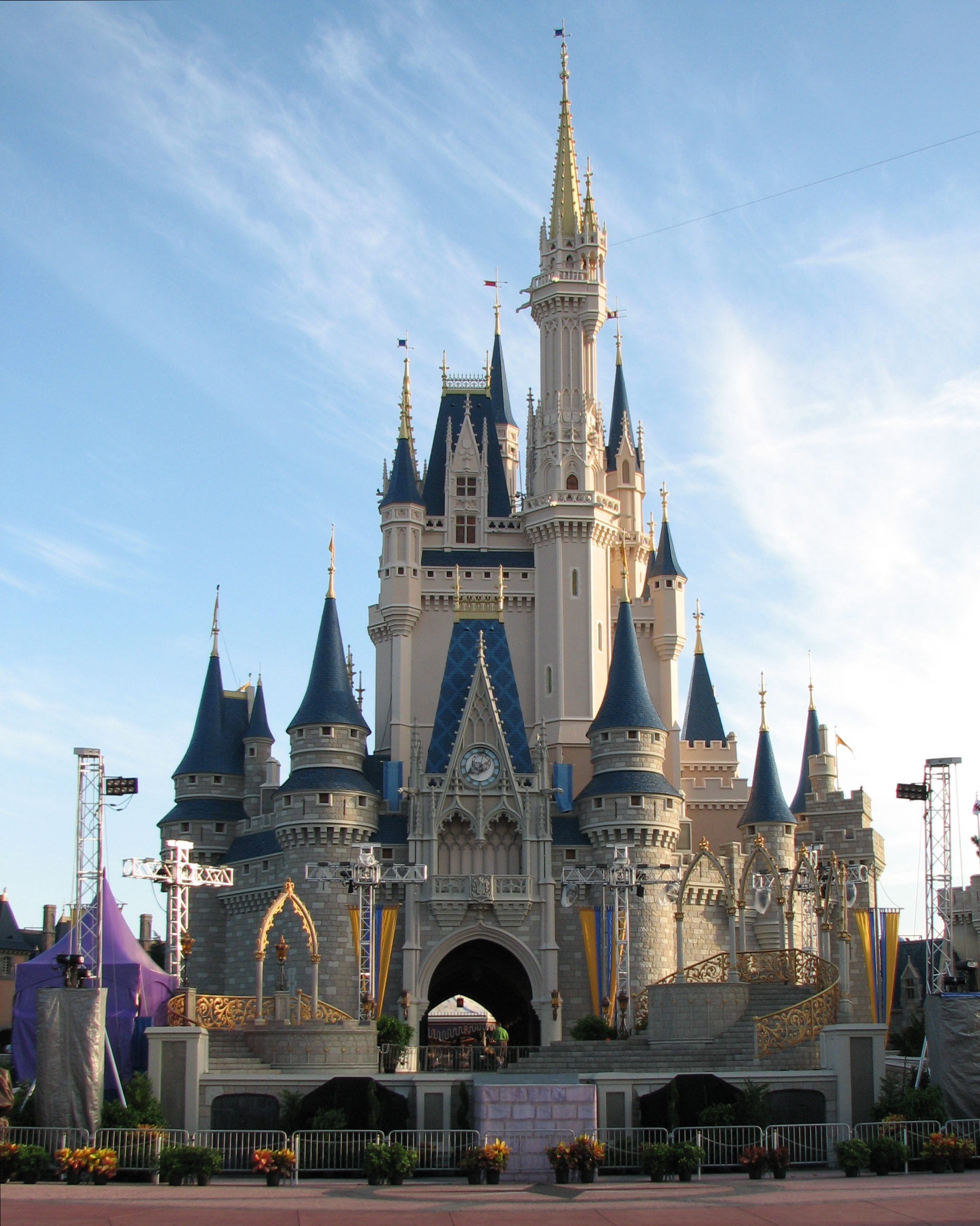
قصر ساندريلا في حديقة والت ديزني

يسمى أيضا بالمنظور الجبري وهو استخدام أبعاد معينة في تكوين الأشكال مما يجعل الحزم الضوئية الناتجة عن سقوط الضوء على هذه الأشكال تنعكس إلى العين وبالتالي إلى الدماغ لمعالجتها من خلال المقارنة بين أبعاد الصورة الجديدة وأبعاد منطقية لمعلومات أولية مخزنة مسبقا في الدماغ، وهذه الأبعاد غير المنطقية “تجبر”الدماغ وتقوده إلى تحليل خاطئ للصورة.
ومن أمثلة هذا المنظور الأسلوب المعماري المتبع في تصميم قصر سندريلا الشهير في حديقة والت ديزني (Walt Disney World Resort) في أمريكا- ولاية فلوريدا، حيث يبدو هذا القصر أعلى بكثير من ما هو عليه بالحقيقة، حيث أن جميع العناصر الأفقية المكونة للقصر (شبابيك ،أبواب…) تتضاءل تدريجيا إلى الأعلى مما يجعل العقل يظن خاطئا أن المبنى شاهق الارتفاع.
الجدير بالذكر أن الإغريق استعملوا هذه التقنية في صروحهم منذ أكثر من 2000 سنة.